# Aiman Obed
Aiman Obed (* 4. Juni 1967 in Kfar Saba, Israel) ist Facharzt für Allgemeinchirurgie und Viszeralchirurgie mit Schwerpunkt im Bereich der Transplantationschirurgie.

## Leben
Obed, Palästinenser mit israelischer und deutscher Staatsangehörigkeit, wuchs mit seinen Geschwistern (drei Schwestern, vier Brüder) in Tayyibe auf. Die Eltern waren dort als Oberbürgermeister bzw. Grundschullehrerin berufstätig. Im Jahr 1985 beendete er seine Schulbesuche mit dem Abitur. Von 1987 bis 1993 studierte er Medizin an der Westfälischen Wilhelms-Universität in Münster und legte seine Examen ab. Von 1995 bis 1997 war er Arzt im Praktikum an der Medizinischen Hochschule Hannover unter Rudolf Pichlmayr in der Abdominal- und Transplantationschirurgie. Von 1997 bis 2001 war er dort Assistenzarzt mit Rotation in den Bereichen Unfallchirurgie und Herz-Thorax-Gefäßchirurgie. Seit Mai 2001 ist Obed Facharzt für Chirurgie. Von 2001 bis 2003 war er Assistenzarzt an der Klinik für hepatobiliäre und Transplantations-Chirurgie und der Klinik für Allgemeinchirurgie der Universitätsmedizin Göttingen.
2003 wurde er vom damaligen Ärztlichen Direktor des Universitätsklinikums Regensburg, Günter Riegger, abgeworben und nahm eine Stelle als Oberarzt in der Transplantationschirurgie an. 2005 wurde er mit der Arbeit Relevante Selektionsfaktoren bei Lebertransplantation wegen HCC promoviert. Gemeinsam mit Hans Schlitt führte Obed die bundesweit erste sogenannte Split-Leber-Transplantation mit Leber-Lebendspende durch. Als leitender Oberarzt in Regensburg war er außerdem entscheidend an einer Kooperation mit dem Jordan-Hospital in Amman beteiligt, die damals mit Wissen und Unterstützung der Bayerischen Staatsregierung zur Förderung des Standortes Bayern im arabischen Raum durchgeführt wurde. Die Kooperation verfolgte das Ziel, vor Ort ein Lebendspende-Lebertransplantationsprogramm aufzubauen und dies wissenschaftlich zu begleiten. Von 2004 bis 2008 konnten dabei insgesamt 34 Leberlebendspenden durchgeführt werden. 2008 habilitierte Obed; er blieb am Universitätsklinikum Regensburg und wurde im selben Jahr für seine Expertise auf dem Gebiet der Transplantationschirurgie durch den European Board of Surgery ausgezeichnet und wurde Fellow des European Board of Surgery.
2008 wurde Obed von der Leitung der Universitätsmedizin Göttingen aktiv aus Regensburg abgeworben und übernahm die Leitung der Transplantationschirurgie. 2009 nahm er dort eine Professur für Transplantationschirurgie an und war als leitender Oberarzt unter Heinz Becker tätig. Er konnte die Zahl an Lebertransplantationen, die nach der Auflösung der eigenständigen Abteilung Transplantationschirurgie 2002 und dem Weggang von Burckhardt Ringe auf etwa 20 pro Jahr abgefallen war, deutlich auf über 50 pro Jahr steigern und war am Aufbau des Kompetenzzentrums für Organtransplantation Südniedersachsen beteiligt. Er war in einen der größten Organspendeskandale der deutschen Geschichte verwickelt, wurde jedoch strafrechtlich trotz Manipulationen an der Warteliste freigesprochen. Das Arbeitsverhältnis zwischen Obed und der Universitätsmedizin Göttingen wurde im gegenseitigen Einvernehmen zum Ende des Jahres 2011 beendet.
Obed ist verheiratet und hat vier Kinder.

## Auszeichnungen
- 1989 Begabtenförderung durch die Friedrich-Naumann-Stiftung für die Freiheit
- 2008 Fellow of the European Board of Surgery (FEBS)[14]
- 2009 Fellow of the American College of Surgeons (FACS)[15]
- 2012 International Liver Transplantation Society Vanguard (ILTS) Award für Publikation mit Armin Goralczyk[16]

## Fachmitgliedschaften
- The Transplantation Society
- Deutsche Transplantationsgesellschaft (DTG)
- Deutsche Gesellschaft für Chirurgie
- Berufsverband der Deutschen Chirurgen (BDC)
- International Liver Transplantation Society (ILTS)
- European Society of Organ Transplantation (ESOT)
- Section of Surgery and European Board of Surgery (UEMS)
- American College of Surgeons

## Schriften (Auswahl)
- Relevante Selektionsfaktoren bei Lebertransplantation wegen HCC. Dissertation, Regensburg 2004
- mit Hans J. Schlitt, Martin Ross: Split-liver transplantation. In: Advances in Experimental Medicine and Biology Band 574, 2006, S. 23–28.
- Beitrag zu Immunsuppression nach Nierentransplantation. Uni-Med Verlag, Bremen 2007, ISBN 978-3-89599-375-6.
- mit Marcus N. Scherer, Bernhard Banas, Kiriaki Mantouvalou, Andreas Schnitzbauer, Bernhard K. Krämer, Hans J. Schlitt: Current concepts and perspectives of immunosuppression in organ transplantation. In: Langenbeck’s Archives of Surgery Band 392, 2007, S. 511–523.
- mit M. Loss, Hans J. Schlitt: Split-liver transplantation. In: Chirurg Band 79, 2008, S. 144–148.